# Goose Island (Grandois)
Goose Island is een rotsachtig eiland dat deel uitmaakt van de Canadese provincie Newfoundland en Labrador. Het heeft een oppervlakte van 10 hectare en ligt vlak voor de kust van het Great Northern Peninsula, het noordelijke schiereiland van het eiland Newfoundland. 
Goose Island is relatief langwerpig, met een lengte van 670 meter en een maximale breedte van 220 meter. Het westelijkste punt ligt op amper 180 meter van het hoofdeiland Newfoundland (met daartussenin nog een rotsachtig eilandje). Het eiland vormt een natuurlijke barrière die de haven van het vissersdorp Grandois-St. Julien's beschermt. Het grotere St. Julien Island, dat een kilometer oostelijker ligt, vormt de buitenste barrière van het vissershaventje.